# IC 3720
IC 3720 је елиптична галаксија у сазвјежђу Дјевица која се налази на листи објеката дубоког неба у Индекс каталогу.
Деклинација објекта је + 12° 3' 53" а ректасцензија 12h 44m 47,5s. Привидна величина (магнитуда) објекта IC 3720 износи 14,0 а фотографска магнитуда 15,0. IC 3720 је још познат и под ознакама UGC 7919, DDO 145, VCC 2008, PGC 42949.